# Obiector de conștiință
Obiectori de conștiință sunt persoane ce refuză să presteze serviciul militar la care sunt obligate conform legii, în calitatea lor de cetățeni ai unui stat, invocând motive temeinice de conștiință (nonviolența) sau religioase. 
Obiectorii de conștiință își justifică refuzul de a presta serviciul militar pe imposibilitatea morală de a accepta folosirea violenței, în special a violenței armate. Obiectorii de conștiință pot fi caracterizați ca persoane care nu doresc să poarte arme sau se opun oricărui tip de pregătire și serviciu militar. Deși toți își argumentează poziția din motive de conștiință, ei pot avea și diverse motive filozofice sau politice.
În Constituțiile majorității statelor există prevederi potrivit cărora serviciul militar este obligatoriu pentru toți cetățenii de la o anumită vârstă. Refuzul de a presta serviciul militar era de regulă sever pedepsit, inclusiv cu pedeapsa capitală, pentru nesupunere față de ordinele statului, fiind asimilat cu dezertarea.
În ultima jumătate a secolului XX, dreptul de a refuza înrolarea în armată și portul armelor a fost înscris în legislația mai multor state. Această tendință a coincis cu eliminarea serviciului militar obligatoriu în mai multe state europene, între care Marea Britanie, Germania, Irlanda, Olanda, Belgia, Luxemburg, Franța, Spania, Italia, Portugalia și România.
Ziua internațională a obiectorilor de conștiință se sărbătorește pe data de 15 mai.

## Obiecția de conștiință ca drept al omului
În aprilie 2000, conform principiilor declarate în Rezoluția 77/1998, Comisia ONU pentru Drepturile Omului a adoptat, fără vot, Rezoluția 34/2000, care recunoaște dreptul oricărui individ de a se opune serviciului militar pe motive de conștiință, considerându-l o exercitare legitimă a dreptului la libertatea de gândire, de conștiință și de religie, așa cum se prevede în Declarația Universală a Drepturilor Omului și în Convenția Internațională privind Drepturile Civile și Politice. 
Încă din 1993, Comisia ONU pentru Drepturile Omului recunoscuse că obiecția de conștiință este un drept ce derivă din Articolul 18 al Convenției „în măsura în care obligația de a folosi forța letală afectează libertatea de conștiință și dreptul de a-și manifesta propria religie sau credință“. Comisia ONU a precizat că: „atunci când acest drept este recunoscut prin lege sau practică, nu se va face nici o diferențiere între obiectorii de conștiință în funcție de natura credințelor lor particulare; de asemenea, obiectorii de conștiință nu trebuie supuși nici unei discriminări pentru că au refuzat să îndeplinească serviciul militar“.

## Serviciul alternativ
Majoritatea statelor care recunosc statutul de obiector de conștiință au prevăzut prin lege posibilitatea unei alternative la serviciul militar. Acest serviciu alternativ poate avea doua forme:
- a efectua serviciul militar fără a purta arme;
- a lucra în instituții sociale, cum ar fi spitale, infirmerii, instituții pentru cei cu dizabilități etc., și uneori în Organizații non-guvernamentale (ONG) sau organizații interguvernamentale (OIG).

De regulă, serviciul alternativ se prestează pe o durată mai mare decât serviciul militar. Astfel, în Franța în locul serviciului militar de 10 luni se putea presta serviciul alternativ de 20 de luni, în Austria, în loc de 7 luni de serviciu militar se prestau 12 de serviciu alternativ, în Bulgaria, în loc de 6 sau 9 luni de serviciu militar se putea opta pentru 24 de luni de serviciu alternativ

## Situația din România
În România, înainte de 1989, art. 354 alin. 1 din Codul penal prevedea că "neprezentarea la încorporare sau concentrare în termen de 3 zile de la încunoștințare, iar dacă termenul de prezentare fixat este mai mare de 3 zile, neprezentarea la acest termen a celui chemat de autoritatea militară" constituie infracțiunea de neprezentare la încorporare sau concentrare și se pedepsește cu închisoare de la unu la 5 ani. În alin. 2 al aceluiași articol se prevedea că "cu aceeași pedeapsă se sancționează și neprezentarea celor încorporați sau concentrați la unitatea la care au fost repartizați". Aceste prevederi se aplicau și obiectorilor de conștiință. 
Constituția României din 1991 a admis că preceptele religioase pot constitui un motiv de refuz al îndeplinirii serviciului militar. Norma constituțională s-a materializat în Legea pregătirii populației pentru apărare  sub forma instituirii serviciului utilitar alternativ. Deși legea a fost criticată pentru că nu a avut în vedere, alături de religie, și obiecțiile de gândire și de conștiință ale recruților, ea a creat pentru prima dată în România sistemul obiectorilor de conștiință religioasă care, pentru a nu-i defavoriza pe cetățenii care-și satisfac îndatorirea de fidelitate militară față de patrie, prevede ca serviciul utilitar alternativ să se desfășoare într-o perioadă dublă de timp față de serviciul militar.
Legea nr. 395 din 2005 privind suspendarea pe timp de pace a serviciului militar obligatoriu și trecerea la serviciul militar pe bază de voluntariat, prevede:
- Art. 1 – cetățenii români, bărbați și femei care îndeplinesc condițiile prevăzute de legislația în vigoare, pot efectua pe bază de voluntariat, orice formă a serviciului militar fără discriminare.
- Art. 2 – începând cu data de 01.01.2007, executarea serviciului militar obligatoriu, în calitate de militar în termen și militar cu termen redus, se suspendă.
- Art. 3 – pe durata stării de război, a stării de mobilizare precum și pe timpul stării de asediu, executarea serviciului militar devine obligatorie în condițiile legii.

Prin urmare, în condiții de pace, în România nu se mai aplică prevederile referitoare la obiectorii de conștiință.

## Situația în Republica Moldova
Prin Legea cu privire la organizarea serviciului civil (de alternativă) a fost instituit Serviciul civil.
Serviciul civil este definit ca un serviciu de stat, social util și benevol, reprezentând o alternativă pentru cetățenii Republicii Moldova care, din convingeri religioase, etice, morale, umanitare și alte motive similare, nu pot îndeplini serviciul militar în termen. Serviciul civil nu are caracter de pedeapsă. 
Cetățenii Republicii Moldova au dreptul la înlocuirea serviciului militar cu serviciul civil în cazul în care îndeplinirea serviciului militar contravine convingerilor lor religioase, etice, morale, umanitare precum și din alte motive similare.
În serviciul civil sunt încorporați cetățeni ai Republicii Moldova în vârstă de la 18 până la 27 de ani, care au dreptul la înlocuirea serviciului militar cu serviciul civil de alternativă, au prezentat personal o cerere la reprezentantul serviciului civil și în legătură cu acest fapt a fost luată decizia de rigoare. 
Este scutit de serviciul civil cetățeanul care:
- a) a îndeplinit serviciul militar;
- b) și-a pierdut tatăl sau mama, fratele sau sora care au decedat în timpul îndeplinirii serviciului militar sau a serviciului civil. Recrutul poate să nu se folosească de acest drept;
- c) este slujitor al cultelor, călugăr și elev (student) în instituțiile de învățământ teologic;
- d) a fost recunoscut, conform stării de sănătate, inapt cu grad de invaliditate, confirmat prin decizia consiliului teritorial de expertiză medicală a vitalității.